# Кери (филм из 1976)
Кери (енгл. Carrie) је амерички хорор-филм из 1976. у режији Брајана Де Палме, снимљен по роману Стивена Кинга. Филм се сматра једном од најбољих адаптација неког од романа Стивена Кинга. Продуцентска кућа United Artists зарадила је од филма преко 33 милиона долара у САД, док је буџет за филм износио само 1.800.000 $, што је наишло на одобравање и критике. Снимљени су и наставци: „Кери 2: Бес“ и ТВ-филм Кери из 2002. али без ангажмана Брајана де Палме.

## Радња
Повучена девојка која живи са верски залуђеном мајком и коју малтретирају другарице из школе открива да има моћ телекинезе. Су, једна од девојака које су је малтретирале, осећа кривицу због тога и моли свог дечка да уместо ње поведе Кери на матурско вече. Младић упорношћу успева да наговори неповерљиву Кери да буде његова пратиља и она заиста почиње да жели да се уклопи међу своје вршњаке и да почне да се понаша као свака друга девојка. Међутим, љубоморна Крис жели да понизи Кери због казне коју је зарадила зато што ју је малтретирала и са својим дечком Билијем спрема освету на самој матурској вечери. Међутим, неслана шала се претвара у масакр...

## Критике
Филм је добио многе позитивне критике. Филмски критичар Роџер Иберт у „Чикаго сан тајмсу“ (Chicago Sun-Times) изјавио је да је то „апсолутно опчињавајући филм страве и ужаса“, као и то да је „проницљиво урађен људски портрет“. Полин Кејл из „Њујоркера“ (The New Yorker) изјавила је да је „Кери најзабавнији филм још од Раља (Jaws) - провокативан, застрашујући, лирски шокантан.“ Критичарка Сузан Шенкер (Susan Schenker) рекла је да је била бесна на себе због начина на који је филм „манипулисао њоме до тренутка када је срце почело да јој убрзано куца“, али је била и постиђена јер је филм заиста реалан. Водич кроз биоскоп (The Movie Guide) из 1998. прогласио је Кери хорор-филмом који је обележио тај период, док је Стивен Фарбер у „Њу вест магазину“ још 1978. прорекао да ће „Кери“ постати „хорор-класик, да ће се о филму тек писати и расправљати у годинама које долазе и да ће плашити и наредне генерације“. Квентин Тарантино је изјавио да је ово осми филм на његовој листи најомиљенијих филмова за сва времена.
Било је и негативних критика, па је тако коментар Andrew Sarris у „The Village Voice“ био да је заправо занимљивих сцена толико мало, да се две секвенце толико продужене и успорене да је изгледало као да је потребно утрошити време.